# Iris (insect)
Iris is een geslacht van bidsprinkhanen uit de  familie van de Mantidae. 

## Soorten
- Iris caeca Uvarov, 1931
- Iris deserti Uvarov, 1923
- Iris insolita Mistshenko, 1956
- Iris nana Uvarov, 1930
- Iris narzykulovi Lindt, 1961
- Iris oratoria (Linnaeus, 1758)
- Iris orientalis Wood-Mason, 1882
- Iris persa Uvarov, 1922
- Iris persiminima Otte, 2004
- Iris pitcheri Kaltenbach, 1982
- Iris polystictica (Fischer-Waldheim, 1846)
- Iris senegalensis Beier, 1931
- Iris splendida Uvarov, 1922
- Iris strigosa (Stoll, 1813)